# Liebfrauen (Hinwil)

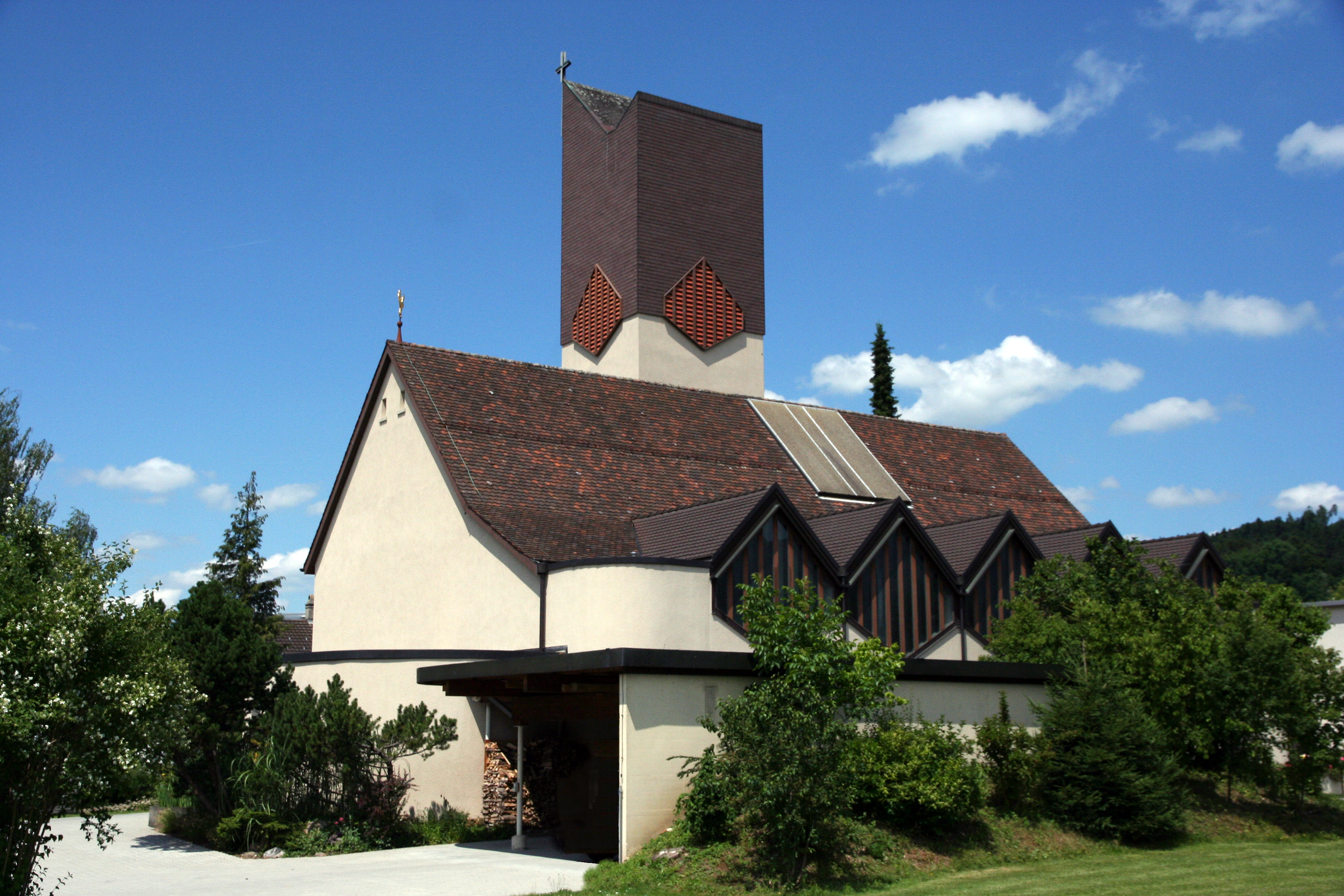
Kirche Liebfrauen in Hinwil

Die Kirche Liebfrauen ist die römisch-katholische Pfarrkirche von Hinwil im Zürcher Oberland. Sie steht an der Unteren Bahnhofstrasse 17. 

## Geschichte

### Vorgeschichte und Namensgebung
Der christliche Glaube kam erstmals durch die Römer in die Region des heutigen Zürcher Oberlandes. Im Römerkastell Irgenhausen am Pfäffikersee ist das Fundament der ersten christlichen Kirche der Region noch heute zu sehen. Nach dem Zusammenbruch des Römischen Reichs kam der christliche Glaube ein zweites Mal durch die Mönche Gallus und Columban in die Ostschweiz. Die älteste urkundlich erwähnte Kirche von Hinwil bestand gemäss einer Urkunde des Klosters St. Gallen ab dem Jahr 745. Im Hochmittelalter wurde diese Kirche durch einen Anbau verlängert. Im 15. Jahrhundert wurde die romanische Kirche gotisiert und im Jahr 1456 durch einen Turm ergänzt. Als ab dem Jahr 1523 in Zürich die Reformation durchgeführt wurde, war in der Folgezeit auch im Gebiet des heutigen Kantons Zürich der katholische Gottesdienst verboten. Die Kirche von Hinwil wurde deshalb für reformierte Gottesdienste weiterverwendet und im Jahr 1530 „gereinigt“. Erst im 19. Jahrhundert war es möglich, dass im Kanton Zürich wieder katholische Gottesdienste gefeiert werden durften. Das Toleranzedikt aus dem Jahr 1807 erlaubte den zugewanderten Katholiken, wieder katholische Gottesdienste zu feiern, vorerst allerdings nur in der Stadt Zürich. Bei der Gründung der modernen Eidgenossenschaft im Jahr 1848 wurde in der Verfassung die Glaubens- und Niederlassungsfreiheit verankert, sodass der Aufbau katholischer Gemeinden im ganzen Kanton Zürich möglich wurde. Aufgrund der Industrialisierung, die im Zürcher Oberland zahlreiche Arbeitsstellen schuf, zogen in der Folge Menschen aus katholischen Gebieten aus der Zentralschweiz, der Ostschweiz, aber auch aus dem nahen Ausland in die Region. Im Juni 1866 wurde im Gasthaus Pilgersteg, das zwischen Dürnten und Rüti lag, die erste Hl. Messe seit der Reformation im Zürcher Oberland gefeiert. Die Kapuzinerpatres des Klosters Rapperswil hatten sich dem Bistum Chur gegenüber verpflichtet, die Seelsorge im Zürcher Oberland zu übernehmen. Die damals zugewanderten Katholiken waren meist arm und lebten in der ganzen Region verstreut, was den Aufbau einer katholischen Gemeinde erschwerte.

### Entstehungs- und Baugeschichte
Bis zum Ende des Ersten Weltkriegs mussten die Hinwiler Katholiken in die benachbarten Pfarreien gehen, um eine Messfeier mitfeiern und seelsorgerisch betreut zu werden. Die Gemeinde Hinwil wird zwar als Tochterpfarrei von St. Franziskus Wetzikon beschrieben, aber ein Grossteil der Hinwiler Katholiken ging lieber in die Dreifaltigkeitskirche Dürnten. Der dortige Pfarrer verfügte über einen Vikar, den er nach Hinwil sandte, um dort die Pastoration zu übernehmen. Treibende Kraft für den Aufbau einer katholischen Gemeinde war das Ehepaar Camenisch, welches eine Druckerei in Hinwil aufbaute, die für die katholische Kirche im Zürcher Oberland Druckereierzeugnisse herstellte. Das Ehepaar Camenisch warb bei den Hinwiler Katholiken darum, die Finanzierung einer eigenen Gottesdienststation zu gewährleisten. Andreas Camenisch wurde auch beim Bischof von Chur, Georg Schmid von Grüneck, vorstellig und erreichte, dass dieser am 10. Juli 1918 den Auftrag gab, ein Gottesdienstlokal anzumieten. Camenisch fand nahe beim Bahnhof Hinwil ein Haus mit leer stehendem Stickereisaal, in dem ein Gottesdienstlokal eingerichtet wurde. Dort fand am 28. Juli 1918 der erste katholische Gottesdienst seit der Reformation auf Hinwiler Boden statt. Gehalten wurde diese Messe durch Franz Höfliger, der sich beim Aufbau der Pfarrei Hinwil ein erstes Mal als Bettelprälat beim Sammeln von Geld im nahen Kanton St. Gallen profilierte. Da sich das erste Gottesdienstlokal rasch als zu klein erwies, wurde am 25. April 1919 beim Bahnhof Bauland gekauft, finanziert durch eine grosszügige Schenkung. Da dieses Bauland zu schmal für die benötigte Kirche gewesen wäre, wurde in einem zweiten Schritt eine zweite Parzelle hinzugekauft. Am 21. September 1919 übernahm der bisher in Rüti tätige Pfarrer Johann Lucas die Betreuung der Hinwiler Katholiken. Ab 1. Oktober nahm er seinen Wohnsitz in Hinwil und wurde am 5. Oktober 1919 zum Pfarrer von Hinwil ernannt. Ebenfalls am 5. Oktober 1919 wurde Hinwil zur Pfarrei erhoben. Am 4. Juli 1920 folgte die Grundsteinlegung für die Kirche nach den Plänen von Architekt Joseph Steiner aus Schwyz, der im Kanton Zürich weitere katholische Kirchen erbaute, so die Kirche St. Margareten in Wald, die Kirche St. Franziskus in Wetzikon oder die Kirche Herz Jesu Zürich-Wiedikon. Bereits am 12. Dezember 1920 wurde die sich noch im Rohbau befindliche Kirche eingesegnet. Für die arme katholische Bevölkerung war es ein grosses Werk, das nur möglich war durch den Einsatz der Pfarreiangehörigen und dank der Hilfe fremder Wohltäter. Die festliche Einweihung der Kirche erfolgte erst am 28. August 1927 durch Bischof Georg Schmid von Grüneck. 1962 fand eine Teilrenovierung der Kirche statt und im Jahre 1977 begann die Umgestaltung und Erweiterung der Kirche nach den Plänen des Architekten Walter Bosshart, der für die innere Ausgestaltung den Künstler Josef Caminada verpflichten konnte. Am 18. Juni 1978 wurde die umgebaute Kirche feierlich eingeweiht. Im Jahr 1989 fand die Einweihung des neuen Pfarreizentrum statt.
Die Pfarrei Liebfrauen ist mit ihren 2'665 Mitgliedern (Stand 2021) eine der kleineren katholischen Kirchgemeinden des Kantons Zürich.

## Baubeschreibung

### Kirchturm und Äusseres

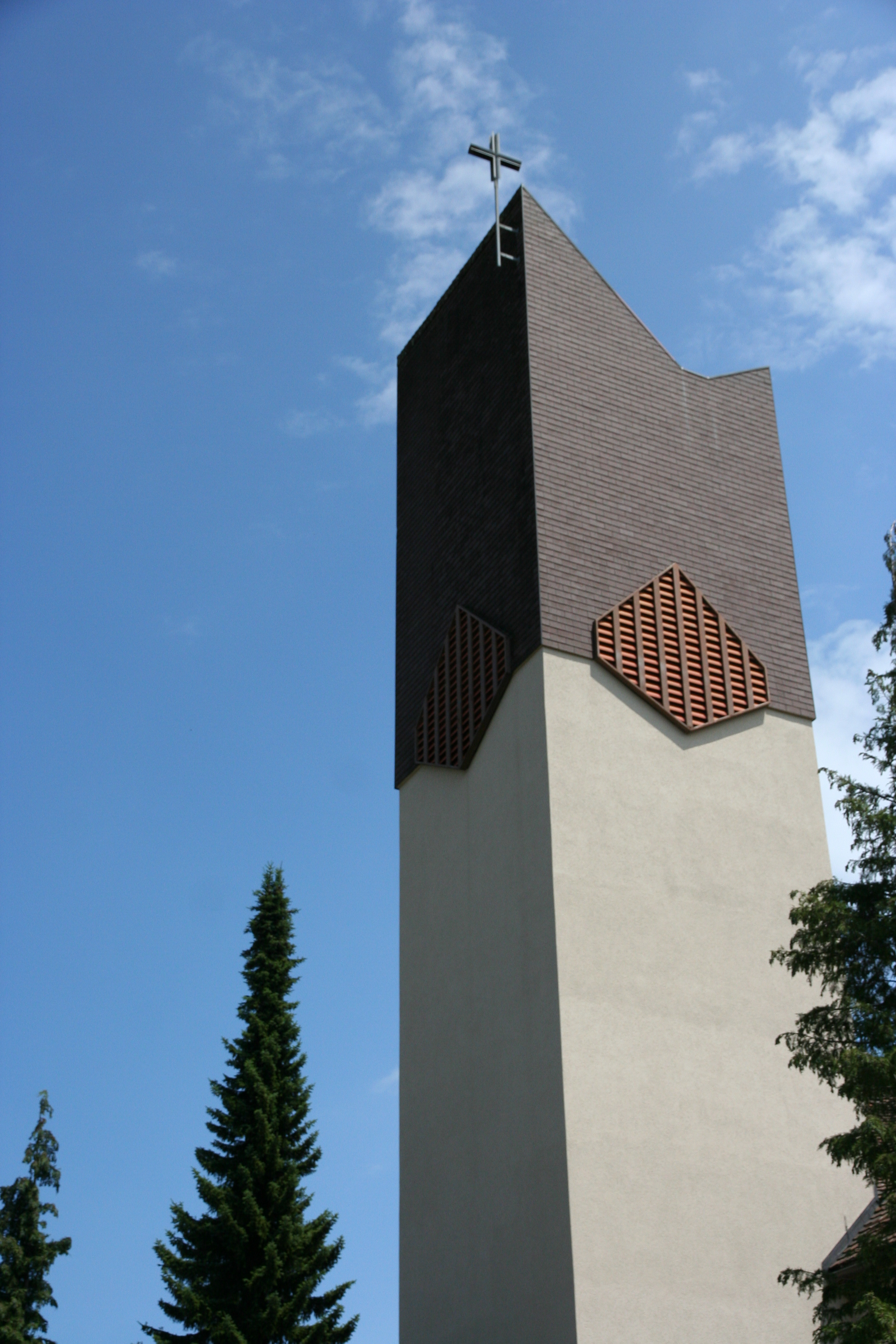
Kirchturm

Die Liebfrauenkirche glich in ihrer ursprünglichen Gestalt von 1920 äusserlich der benachbarten, ebenfalls von Architekt Joseph Steiner errichteten Kirche St. Franziskus Wetzikon. Anders als diese steht die Liebfrauenkirche Hinwil jedoch nicht auf einem Hügel, sondern war zur Zeit ihrer Erbauung von Wiesen umgeben in der Nähe des Bahnhofs Hinwil. Es handelte sich um ein neuromanisches Gotteshaus, das sich an Innerschweizer Vorbildern anlehnte und durch romanische Stilelemente wie die runden Doppelfenster geprägt wurde. Als nach der öffentlich-rechtlichen Anerkennung der katholischen Kirche im Kanton Zürich im Jahr 1963 genügend finanzielle Mittel für eine Erneuerung der bestehenden Kirche vorhanden waren, fertigte Architekt Walter Bosshart im Jahr 1974 zwei Studien an, welche entweder eine blosse Renovation der Kirche oder ein Umbau mit Verbreiterung des Kirchenschiffes vorsah. Die Kirchgemeindeversammlung stimmte im Dezember 1975 für die zweite Variante, welche in den Jahren 1976–1977 umgesetzt wurde. Das Vordach, die Chor-Apsis sowie die Sakristei wurden abgebrochen, anschliessend wurde das Kirchenschiff seitlich angebaut und der Kirchturm aufgestockt. Zur Vergrösserung des Kirchenraums wurde einerseits das bestehende Dach des Kirchenschiffs um zwei Binderfelder, also rund 8 m verlängert, und andererseits quer dazu, entsprechend der inneren Dachneigung, um 6 m verbreitert. Die alten und neuen Dachbinder wurden an ein wie Kranarme ausladendes, fünffaches Betonfaltwerk gehängt und in der Dachneigung diagonal auf gebogen auskragende Stützpfeiler abgestrebt. In diese so um die doppelte Fläche erweiterte äussere Hülle mit dominantem Längsgiebel, Oblicht über Chor und fünf Quergiebeln mit den Kirchenfenstern wurde die eigentliche Kirche samt Sakristei, Beichtzimmer und Empore eingesetzt. Das Pfarrhaus und das Pfarreizentrum wurden zeitgleich aussen saniert und an das optische Erscheinungsbild der erneuerten Kirche angepasst.
Der Kirchturm besass in seiner ursprünglichen Gestalt ein Pyramidendach, auf dessen Spitze sich ein schmiedeeisernes Kreuz befand. Beim Umbau der Kirche im Jahr 1977 wurde der Turm an das Äussere der erneuerten Kirche angepasst und durch eine Stahlkonstruktion erhöht, damit er zu den Proportionen der erweiterten Kirche passte. Das vierstimmige Geläute der Kirche wurde von der Giesserei F. Hamm in Salzburg gegossen, am 21. März 1926 von Bischof Georg Schmid von Grüneck geweiht und anschliessend in den Turm aufgezogen.
| Nummer | Gewicht | Ton | Widmung                   | Inschrift |
| ------ | ------- | --- | ------------------------- | --- |
| 1      | 1200 kg | e1  | Dreifaltigkeit            | Ehre sei dem Vater und dem Sohne und dem Hl. Geiste                                                            |
| 2      | 600 kg  | f1  | Maria und Josef           | Ave Maria, gratia plena, mater et advocata nostra = Gegrüsset seist du, Maria, unsere Mutter und Fürsprecherin |
| 3      | 400 kg  | a1  | Hl. Georg und Hl. Blasius | Heiliger Georg, bitte für uns, heiliger Blasius, behüte uns in den Gefahren des Leibes und der Seele           |
| 4      | 250 kg  | c2  | Schutzengel               | Laudate Deum omnes angeli ejus = Lobet Gott, alle seine Engel                                                  |

### Innenraum und künstlerische Ausstattung

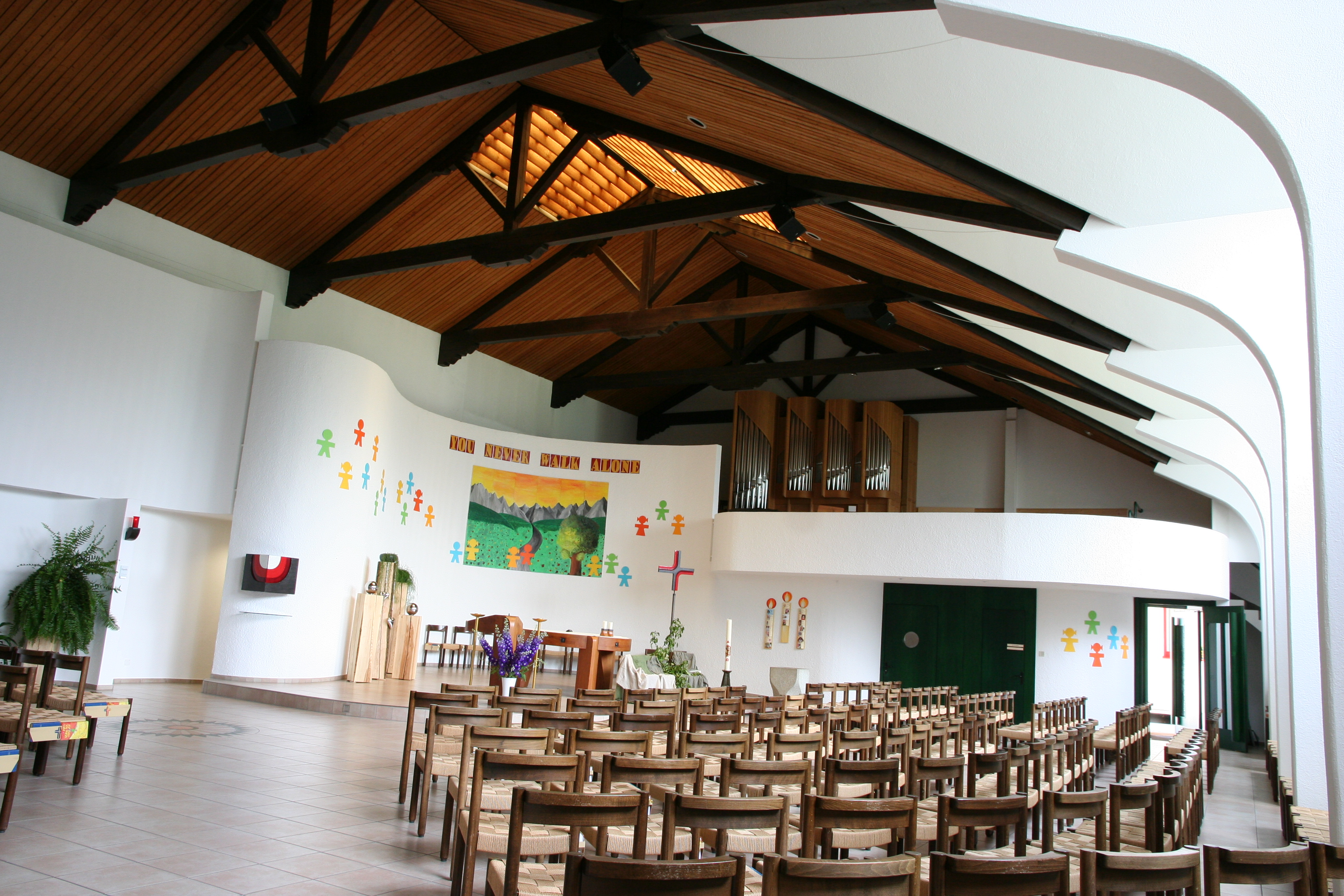
Innenansicht

Die Kirche wies in den ersten Jahrzehnten nach ihrer Erbauung ein schlichtes Inneres aus, welches durch eine Holzdecke überspannt wurde. Es handelte sich um einen Längsbau, dessen Bänke auf den an den rechteckigen Kirchbau angegliederten Chor ausgerichtet war. Im Laufe der Zeit wurde das Innere der Kirche ergänzt und dem Geschmack der Zeit angepasst. Ein Ziel des Umbaus von 1978 war, das Kircheninnere den Vorgaben der Liturgiekonstitution des Zweiten Vatikanischen Konzils anzupassen. Eine wichtige Forderung des Konzils war die participatio actuosa, die tätige Teilnahme der Gläubigen am liturgischen Geschehen. In Zusammenarbeit mit dem Künstler Josef Caminada entschied sich Architekt Walter Bossart, diese Forderung durch eine Neuplatzierung des Altarraums zu ermöglichen. Die Gläubigen werden im Halbkreis um die neue Altarinsel gruppiert, wodurch sie  sich auch räumlich näher am liturgischen Geschehen befinden. Nach Vorgaben von Architekt Walter Bossart und Künstler Josef Caminada schreinerte Primo Lorenzetti den Altar und den Ambo aus Redwood-Holz an. Die Symbolik des Altars wird bestimmt durch die runde Tischplatte – Symbol der Gemeinschaft der Gottesdienstgemeinde, aber auch Zeichen für die Ewigkeit – und durch die drei Füsse, auf denen die Tischplatte ruht. Die drei Füsse stehen für die Trinität und zeichnen in ihrer Anordnung ein Dreieck – ebenfalls ein Symbol für Gott. Josef Caminada schreibt: „Der Altar als Tisch des Mahles bildet räumlich gesehen den Mittelpunkt eines grossen Zirkelschlages. Ein Drittel dieses Kreises befindet sich im Kirchenraum. Hier sind die Stühle der Gläubigen angeordnet. Der andere Teil des Kreises durchbricht die Mauern und soll die Gläubigen und Ungläubigen, die Lebenden und die Toten ausserhalb der Kirche in das Altargeschehen miteinbeziehen.“ Neben dem Altar befindet sich der Ambo, der als Ort der Verkündigung seine Ebenbürtigkeit mit dem Altar durch das gleiche Material erhält. Er besitzt die Grundform eines Pfeiles, der den Gläubigen die Richtung vorgeben will. Hinter dem Altar befindet sich eine Chorwand, die dem Altarraum und dem liturgischen Geschehen seine Bedeutung verleihen. Der Chorbogen endet in der Mitte der hinteren Wand und geht über in zwei neue Wandelemente, die sich gegenseitig treffen und durchqueren. Josef Caminada schreibt dazu: „Hier bildet sich eine offene Pforte. Diese Pforte soll primär das Symbol des Hineingehens zu Gott darstellen, denn rechts haben wir den Tabernakel und links das Ewige Licht, das heisst: durch Christus finden wir den Eingang zu Gott.“ Der Tabernakel und das Vortragkreuz wurden von Josef Caminada aus den gleichen Materialien Schmiedeeisen und Feueremail gestaltet, wodurch ihre liturgische Verbundenheit ausgedrückt wird. Josef Caminada schreibt zum Tabernakel: „Ich habe aus einem würfelförmigen Schrein eine Rundung herausgenommen und so die Form eines Gefässes (Kelches) erhalten. Daraus treten zwei verschieden rote Kreisbogen hervor, darstellend den Wein, das Blut, die Wandlung. Und über diesen Bogen bildet sich ein winklig gebrochener weisser Halbkreis, gleichsam das Brot des Lebens - die Freude - die Auferstehung.“ Das Vortragekreuz wird aus verschiedenen Linien zusammengesetzt. Die von unten kommende Linie symbolisiert den Menschen, der von unten aus der Erde kommt. Er „steigt auf, entfaltet sich, alle Möglichkeiten scheinen ihm vorerst offen zu stehen. Aber allmählich wird ihm bewusst, dass der Weg nach oben zu Gott verbaut ist. Sein Weg führt, an einer für ihn unüberwindbaren Schwelle entlang, in die Waagrechte. Er bleibt erdgebunden, vergänglich, ohne Hoffnung. Christus geht für uns diesen Weg. Überwindet für uns die Schwelle des Kreuzes, den Tod, und eröffnet uns den Weg nach oben zu Gott, zum Leben.“ Der Taufstein befindet sich nach den Vorgaben des Zweiten Vatikanums nicht mehr in einer Taufkapelle beim Eingang zur Kirche, sondern vorne beim Altarraum. Er ist aus Mägenwiler Muschelkalk gehauen und stellt von der Seite betrachtet die Form eines Quells und eines Gefässes dar. Das Taufwasser befindet sich in einer kreuzförmig gearbeiteten Vertiefung, welche auf die Verbindung von Taufe und Kreuzestod Christi verweist.

### Orgel

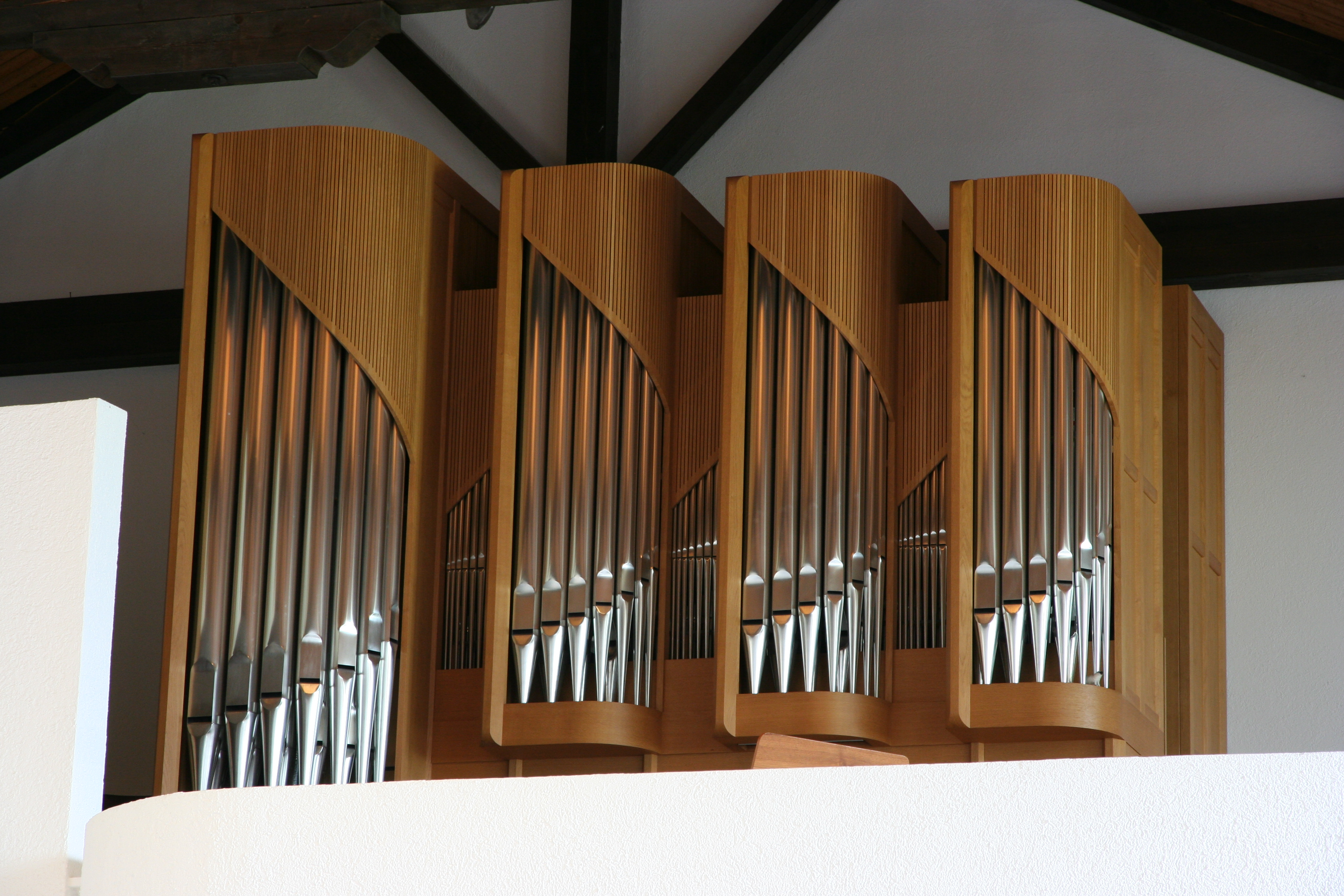
Kuhn-Orgel von 1985

Die erste Orgel erhielt die Kirche zeitgleich mit den Glocken. Es handelte sich um ein Instrument, das von der alten katholischen Kirche in Dietikon stammte, die damals samt Orgel abgetragen wurde und dem Neubau der heutigen Kirche St. Agatha weichen musste. Die Orgelfirma Gebrüder Späth, Rapperswil, besorgte in Dietikon den Abbau der alten Orgel und überholte diese, bevor sie in die Kirche von Hinwil eingebaut wurde. Nach dem Umbau der Kirche wurde die alte Orgel im neuen Kirchenraum erneut aufgestellt, aber sie erwies sich als altersschwach und sollte zunächst durch eine elektronische Orgel ersetzt werden. Dagegen bildete sich eine Opposition, sodass der Neubau einer Pfeifenorgel beschlossen wurde. Die heutige, zweimanualige Orgel wurde von der Firma Orgelbau Kuhn AG in Männedorf gebaut und am 16. Juni 1985 eingeweiht. Das Instrument verfügt über Schleifladen, mechanische Spiel- und Registertrakturen und 15 Register.
| I Hauptwerk C–g3 |       |
| Principal        | 8′    |
| Bourdon          | 8′    |
| Octave           | 4′    |
| Rohrflöte        | 4′    |
| Sesquialtera     | 2 ⁄3′ |
| Waldflöte        | 2′    |
| Mixtur IV        | 2′    |

| II Schwellwerk C–g3 |    |
| Gedackt             | 8′ |
| Viola               | 8′ |
| Blockflöte          | 4′ |
| Principal           | 2′ |
| Krummhorn           | 8′ |

| Pedal C–f1 |     |
| Subbass    | 16′ |
| Flöte      | 8′  |
| Fagott     | 8′  |

- Koppeln: II/I, I/P, II/P
- Balanciertritt für das Schwellwerk

### Turmkapelle
Im Turm befindet sich eine Kapelle, die zum stillen Gebet und zum Entzünden einer Kerze einlädt. Als Besonderheit besitzt die Kapelle seit 1925 eine russische Ikone, welche die Patronin der Kirche, die Muttergottes mit dem Jesuskind zeigt. Es handelt sich um eine Kopie des Gnadenbildes von Kasperovskaja. Diesem Gnadenbild in der Turmkapelle der Kirche Hinwil werden Gebetserhörungen zugeschrieben. Die Ikone zeigt eine Muttergottes dar, dem das Jesuskind ein Schwert in die Brust stösst. Dieses Schmerzensbild wurde besonders von Müttern in schweren Anliegen verehrt.